# Lys Fremtid
Lys Fremtid (islandsk: Björt framtíð) er et socialliberalt islandsk parti stiftet den 4. februar 2012. Partiet er medlem af det europæiske parti ALDE og er fortaler for islandsk medlemskab af både EU og euroen.

## Historie
Lys Fremtid blev stiftet efter at Guðmundur Steingrímsson, der var blevet løsgænger i Altinget på grund af utilfredshed med Fremskidtspartiet, som han hidtil havde repræsenteret, indledte diskussioner med Det Bedste Parti i Reykjavík for at undersøge mulighederne for at danne et nyt parti. 
Medstiftere af partiet var den tidligere socialdemokrat Róbert Marshall, politologen Heiða Kristín Helgadóttir, der havde fungeret som Det Bedste Partis politikudvikler, og Gaukur Úlfarsson. 
Ved altingsvalget 2013 kom partiet ind med seks mandater. Partiet tiltrak folk fra den kreative klasse i Reykjavík, og i det følgende år gav rivalen Alliancens interne stridigheder og metaltræthed medvind i meningsmålingerne til Lys Fremtid, og partiet havde et særdeles godt kommunalvalg i 2014. Derefter begyndte en langvarig nedtur præget af intern splid. I efteråret 2015 blev Guðmundur Steingrímsson og Róbert Marshall presset ud af partiledelsen af Heiða Kristín Helgadóttir og andre tidligere Det Bedste Parti medlemmer, og rockmusikeren Óttarr Proppé blev valgt til ny partiformand.
Forud for valget i 2016 lå Lys Fremtid længe under spærregrænsen, men takket være et angreb på Islands mælkemonopol klarede partiet alligevel skærene, om end det tabte to mandater. Lys Fremtid indgik efter langvarige forhandlinger i en borgerlig trepartiregering med Selvstændighedspartiet og det andet liberale midterparti Reform, som Óttarr Proppé havde indgået en nær alliance med. 
Regeringen sprængtes i september 2017, da Lys Fremtid trådte ud af den pga. afsløringer af, at fremtrædende medlemmer af Selvstændighedspartiet (herunder statsministerens far) havde underskrevet vidnesbyrd til støtte for æresoprejsning af personer dømt for seksuelt misbrug af børn, og at statsministeren havde undladt at oplyse sine koalitionspartnere herom. 
Lys Fremtid klarede sig dårligt i valgkampen og endte med 1,2% af stemmerne langt under spærregrænsen på 5%. Óttarr Proppé forlod efterfølgende formandsposten, og Björt Ólafsdóttir blev valgt til ny formand. 

## Valgresultat
| Valg | Stemmer | Stemmer | Mandater | Mandater | Position  |
| Valg | Antal   | %       | Antal    | +/-      | Position  |
| ---- | ------- | ------- | -------- | -------- | --------- |
| 2013 | 15.583  | 8,3     | 6 / 63   | 6        | 5. størst |
| 2016 | 13.578  | 7,2     | 4 / 63   | 2        | 6. størst |
| 2017 | 2.394   | 1,2     | 0 / 63   | 4        | 9. størst |